# Pyramiderna i Giza
Pyramiderna i Giza i Egypten omfattar totalt nio pyramider som alla är belägna på Gizaplatån i guvernementet Giza, i den norra delen av landet, 14 km sydväst om huvudstaden Kairo.
De tre största och bäst bevarade pyramiderna är uppkallade efter faraonerna Cheops (2620 – 2580 f.Kr.), Chefren (2570 – 2530 f.Kr.)  och Menkaura (2530 – 2510 f.Kr.)  medan de tre andra pyramiderna är namnlösa. Tillsammans med sfinxen som även ligger i området är pyramiderna några av världens mest berömda byggnadsverk.

## Geografi
Terrängen runt pyramiderna är platt. Runt Gizaplatån är det tätbefolkat, med 369 invånare per kvadratkilometer. Närmaste större samhälle är Kairo. Trakten är ofruktbar med lite eller ingen växtlighet.

## Bildgalleri

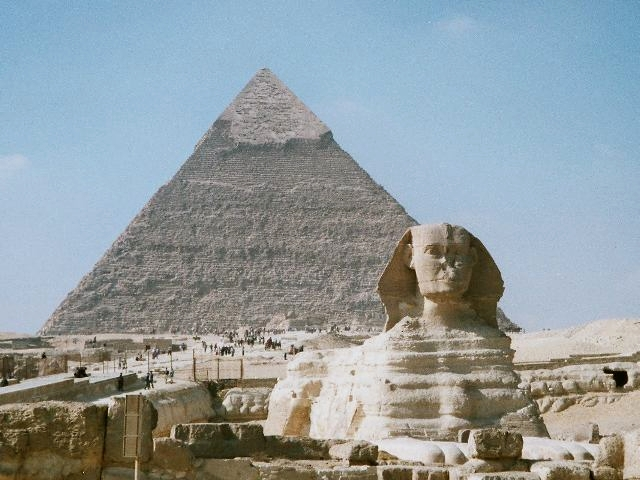
Sfinxen och Khefren-pyramiden
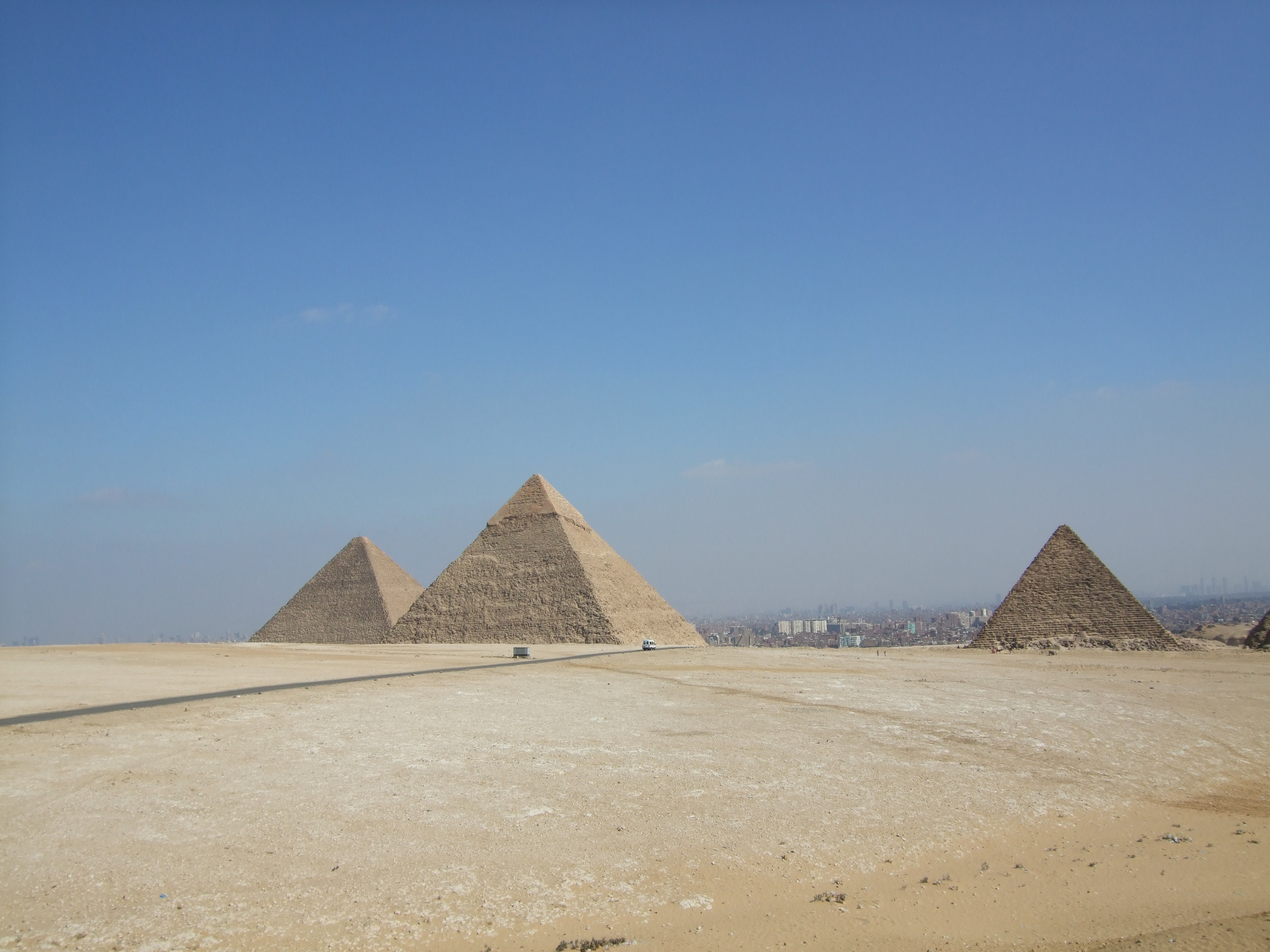
Pyramiderna på Giza-platån
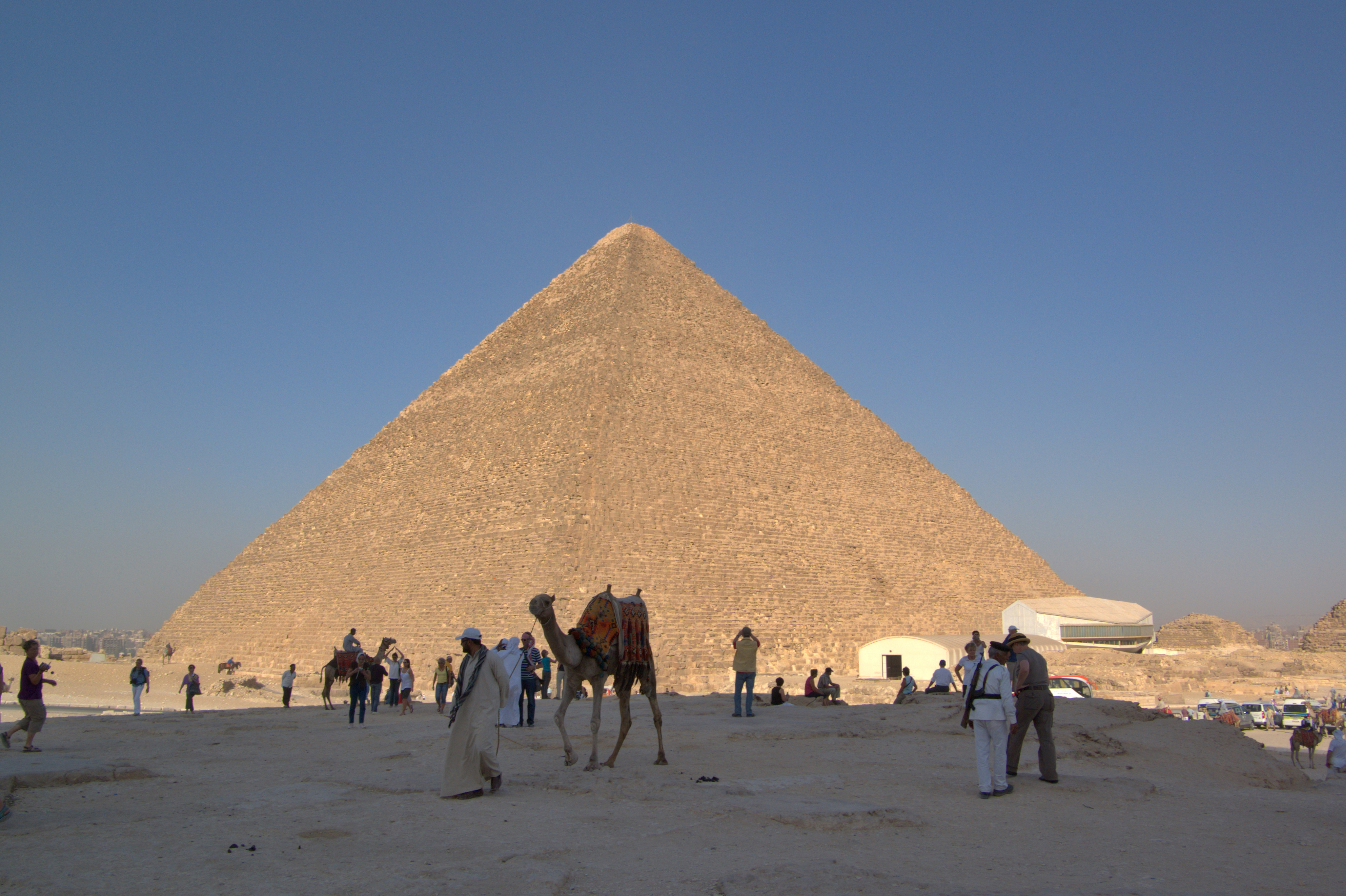
Kheopspyramiden